# Terra d'Eric el Roig

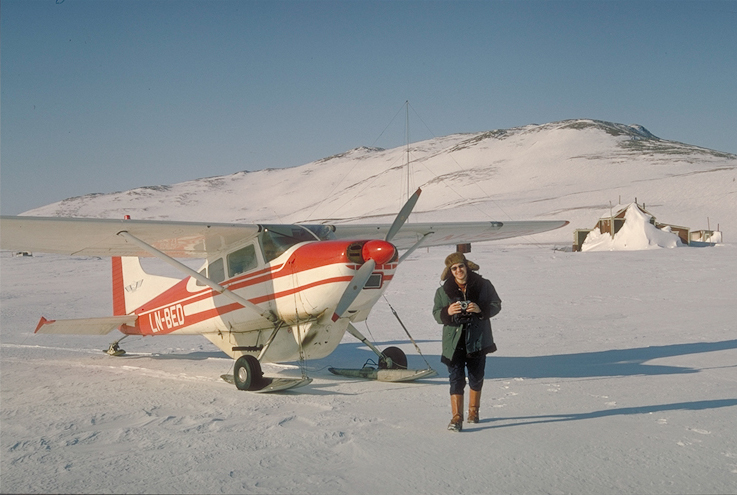
Myggbukta, Terra d'Eric el Roig

La Terra d'Eric el Roig (en noruec: Eirik Raudes) és el nom que es donà a una porció de Groenlàndia que Noruega ocupà entre 1932 i 1933. Aquesta fou batejada en honor d'Eric el Roig, que colonitzà Groenlàndia el 985.
Noruega considerava Groenlàndia com una antiga possessió seva i no reconeixia la sobirania danesa sobre les àrees no habitades de l'illa. El llavors ministre de defensa noruec Vidkun Quisling ordenà a la Marina Reial Noruega que ocupés aquest tros deshabitat de l'est de Groenlàndia el 27 de juliol de 1931. L'àrea ocupada estava situada milers de quilòmetres més enllà de les àrees prèviament habitades.
Noruega declarà l'annexió de l'àrea el 12 de juliol de 1932. Dinamarca dugué l'assumpte al Tribunal Internacional de Justícia, que resolgué que l'ocupació era il·legal. Noruega ho acceptà i se'n retirà el 5 d'abril de 1933.